# キスマイレージ
『キスマイレージ』は、テレビ朝日系で2016年10月5日未明（4日深夜）から2017年9月27日未明（26日深夜）まで毎週水曜0時15分 - 0時45分（火曜深夜、JST）に放送されたバラエティ番組。Kis-My-Ft2の冠番組。

## 概要
Kis-My-Ft2の7人が世の中のあらゆる数字の「マイレージ（番組では「ある数値を貯める・積み立てる」という意味合いで使われる）」をテーマに身体を張った様々な企画に挑戦する。
2012年からKis-My-Ft2が火曜深夜で担当してきた過去のキスマイシリーズの番組の、『キスマイ魔ジック』末期のロケ企画のほか、『キス濱ラーニング』時代のような濱口優との過酷ロケや、『キスマイGAME』で行われたドローンかくれんぼなどの企画も再登場している。メンバーの衣装はジャージが定着している。
2017年9月27日（26日深夜）の放送をもって終了。後番組として同年10月4日（3日深夜）より、当番組で同年9月より放送されていた内容を引き継ぎ、『10万円でできるかな』が開始した。

## 主な企画
ドローンかくれんぼ
『キスマイGAME』で行われた企画の再登場版。初回では『キスマイGAME』時代の映像を使用した企画フォーマットがカンヌでの番組見本市で大好評だったことが紹介された。
基本的なルールは以前同様「1回の挑戦で3人が出場」「ドローン側は映像のみを頼りに捜索」「体の一部が3秒間映った時点で失格」となる。
今回からはエリア内に現金が入った宝箱が隠されており、手に入れることで賞金をマイレージしていく。ただし、宝箱の中には「ドローン追加」「移動速度アップ」など不利になる物や「一定時間停止」「一定時間特定の人物のみ追いかける」などの有利になる物も入っている。また、途中には制限時間付きボーナスミッションも発令され、成功した場合はボーナス賞金が与えられる。
全員失格となっても賞金は没収されないが、10分間逃げ切った場合は生き残った人1人につき3000円のボーナス賞金が加算。7回の挑戦で合計5万円を獲得できればキスマイチームの勝利となる。
マーJ
麻雀をアレンジしたオリジナルゲーム。この企画では千原ジュニアが「支配人」として司会・進行・判定を行う。キスマイチームとゲストとなる芸人チームとの対決方式。
様々な芸能人の名前や名詞が書かれた牌を各チーム6牌持ち、交互に1牌を手に入れた後、手牌の中で関連性がありそうな牌を3つ以上出す。役が出来なさそうな場合は通常の麻雀同様1牌を捨てても構わないが、同様に相手がそれを利用して役を作ることもできる。
役ができた場合は役名とその理由を説明。その理由の上手さやひねり方によってジュニアが1Jから5Jまでで得点を決定する（ジュニアの判断で不成立とみなした場合は0J、ひどい場合にはマイナスもあり得る）。次ターンでは同様に手持ち7牌になるよう補充する。先に合計10Jを獲得したチームの勝利となる。
- 例1:篠原信一（柔道家なので締め「落とす」）・田中将大（変化球でボールを「落とす」）・月亭方正（落語家なので話を「落とす」）→「全員落とす」
- 例2:海・磯野貴理子・キス・小峠英二（バイきんぐ）（バイきんぐ→海賊としてのヴァイキング）・エド・はるみ（はるみ→晴海ふ頭）→「海絡み」
- 例3:藤田ニコル（一富士）・松たか子（二鷹）・なすび（三なすび）→「初夢スリー」

お家賃マイレージ
街の一般女性と交渉して自宅を訪問し、その家賃を合算した合計額で勝敗を競い合うロケ企画。スタジオでは挑戦者のどちらが勝つのかVTRを見ながら予想する。

## ネット局と放送時間
| 放送対象地域   | 放送局                   | 系列           | 放送日時                     | 放送開始日     | 遅れ       | 備考     |
| -------------- | ------------------------ | -------------- | ---------------------------- | -------------- | ---------- | -------- |
| 関東広域圏     | テレビ朝日（EX）         | テレビ朝日系列 | 水曜 0:15 - 0:45（火曜深夜） | 2016年10月5日  | 制作局     |          |
| 岩手県         | 岩手朝日テレビ（IAT）    | テレビ朝日系列 | 水曜 0:15 - 0:45（火曜深夜） | 2016年10月5日  | 同時ネット |          |
| 秋田県         | 秋田朝日放送（AAB）      | テレビ朝日系列 | 水曜 0:15 - 0:45（火曜深夜） | 2016年10月5日  | 同時ネット |          |
| 山形県         | 山形テレビ（YTS）        | テレビ朝日系列 | 水曜 0:15 - 0:45（火曜深夜） | 2016年10月5日  | 同時ネット |          |
| 福島県         | 福島放送（KFB）          | テレビ朝日系列 | 水曜 0:15 - 0:45（火曜深夜） | 2016年10月5日  | 同時ネット |          |
| 長野県         | 長野朝日放送（abn）      | テレビ朝日系列 | 水曜 0:15 - 0:45（火曜深夜） | 2016年10月5日  | 同時ネット |          |
| 沖縄県         | 琉球朝日放送（QAB）      | テレビ朝日系列 | 水曜 0:15 - 0:45（火曜深夜） | 2016年10月5日  | 同時ネット |          |
| 中京広域圏     | メ〜テレ (NBN)           | テレビ朝日系列 | 水曜 0:20 - 0:50（火曜深夜） | 2016年10月5日  | 5分遅れ    |          |
| 山口県         | 山口朝日放送（yab）      | テレビ朝日系列 | 火曜 1:11 - 1:41（月曜深夜） | 2016年10月18日 | 遅れネット |          |
| 福岡県         | 九州朝日放送（KBC）      | テレビ朝日系列 | 火曜 1:50 - 2:20（月曜深夜） | 2016年10月18日 | 遅れネット |          |
| 広島県         | 広島ホームテレビ（HOME） | テレビ朝日系列 | 月曜 0:40 - 1:10（日曜深夜） | 2016年10月19日 | 遅れネット | [ 注 1 ] |
| 新潟県         | 新潟テレビ21（UX）       | テレビ朝日系列 | 水曜 0:55 - 1:25（火曜深夜） | 2016年10月19日 | 遅れネット |          |
| 愛媛県         | 愛媛朝日テレビ（eat）    | テレビ朝日系列 | 水曜 1:20 - 1:50（火曜深夜） | 2016年10月19日 | 遅れネット |          |
| 熊本県         | 熊本朝日放送（KAB）      | テレビ朝日系列 | 火曜 1:45 - 2:15（月曜深夜） | 2016年10月25日 | 遅れネット |          |
| 長崎県         | 長崎文化放送（NCC）      | テレビ朝日系列 | 水曜 1:21 - 1:51（火曜深夜） | 2016年10月26日 | 遅れネット |          |
| 近畿広域圏     | 朝日放送（ABC）          | テレビ朝日系列 | 火曜 2:25 - 2:55（月曜深夜） | 2016年12月27日 | 遅れネット | [ 注 2 ] |
| 香川県・岡山県 | 瀬戸内海放送（KSB）      | テレビ朝日系列 | 金曜 0:20 - 0:50（木曜深夜） | 2017年3月10日  | 遅れネット |          |
| 静岡県         | 静岡朝日テレビ（SATV）   | テレビ朝日系列 | 土曜 1:20 - 1:50（金曜深夜） | 2017年3月11日  | 遅れネット | [ 注 3 ] |

### 過去のネット局
- 青森県・青森朝日放送（ABA）：日曜 1:30 - 2:00（土曜深夜）[注 4]、2016年10月30日 - 2017年4月16日

## スタッフ
| - 声：中尾隆聖 - 企画：奥川晃弘 - 構成：鈴木おさむ、中野俊成、飯塚大悟、大平将貴、奥山聡紀、三浦智信、久保川きよみ、木崎正和 - ロケ技術：七澤甲、辺見洋、羽田廣宣 - デザイン：吉岡理人 - 美術進行：髙崎絵織 - 大道具：久坂優依 - 小道具：宮本恵美子 - ヘアメイク：川口カツラ店 - 衣装：井町菜々 - 編集：菊川雄太 - MA：奴賀貴幸、小長谷啓太、赤津英彰、岩野博昭 - 編集協力：東京オフラインセンター | - 音効：石川一宏 - TK：中里優子 - 編成：吉冨大輔 - 宣伝：平野三和、池田佐和子 - 特別協力：ジャニーズ事務所 - 制作スタッフ：高橋太一、高橋亜季、森島樹、古田雅子、千島徹也、蛯名葉乙、小林遥、佐々木僚、栗山千弥、加藤由菜、落合良輔 - 制作進行：杉田ちえみ - アシスタントプロデューサー：配藤麻衣 - ディレクター：森田亨、東裕二、ト部一哉、高崎寛明、飯田亮太 - チーフディレクター：北嶋一喜 - プロデューサー：中野光春、米田裕一、水野佳世、大沢和宏 - ゼネラルプロデューサー：友寄隆英 - 製作著作：テレビ朝日 |

### 過去のスタッフ
- 構成：樋口卓治、工藤ひろこ、坂田康子、なかじまはじめ
- デザイン：豊田裕基
- ディレクター：鈴木章浩
- プロデューサー：酒井隆茂